# Celidomphax rubrimaculata
Celidomphax rubrimaculata är en fjärilsart som beskrevs av W. Warren 1905. Celidomphax rubrimaculata ingår i släktet Celidomphax och familjen mätare. Inga underarter finns listade i Catalogue of Life.